# Elisabeth Svilova
Elisabeth Ignatevna Svilova (en russe : Елизаве́та Игна́тьевна Сви́лова) (née le 5 septembre 1900 à Moscou et morte dans la même ville le 11 novembre 1975 ) est une monteuse soviétique. Elle est l'épouse de Dziga Vertov, apparaissant notamment dans le film L'Homme à la caméra qu'elle a contribué à monter.

## Filmographie partielle

### Réalisatrice
- 1946 : Tribunal des peuples (Суд народов), co-réalisé avec Roman Karmen

### Monteuse
- 1924 : Kino-Glaz (Киноглаз - Жизнь врасплох) de Dziga Vertov
- 1926 : La Sixième Partie du monde (Шестая часть мира) de Dziga Vertov
- 1929 : L'Homme à la caméra (Человек с киноаппаратом) de Dziga Vertov
- 1930 : La Symphonie du Donbass (Симфония Донбаса) de Dziga Vertov
- 1934 : Trois chants sur Lénine (Три песни о Ленине) de Dziga Vertov
- 1945 : Berlin (Берлин) de Youli Raizman